# تراوس سیتی (میشیگان)
تراوس سیتی، میشیگان (به انگلیسی: Traverse City, Michigan) یک شهر در ایالات متحده آمریکا با جمعیت ۱۴٬۶۷۴ نفر است که در میشیگان واقع شده‌است.

## موقعیت جغرافیایی
موقعیت جغرافیایی شهرها و مناطق اطراف به شرح زیر است: